# 増田與一
増田 與一（ますだ よいち、旧姓・岡田、1880年〈明治13年〉4月29日 - 1935年〈昭和10年〉4月6日）は、日本の実業家。増田屋麦粉店代表社員。族籍は神奈川県平民。

## 人物
愛知県人・岡田種三郎の二男。岡田儀一の弟。増田タキの養子となり1923年、家督を相続する。1896年、増田増蔵商店に入り、1925年、合資会社増田屋麦粉店を創立し、代表社員となる。
また青島製粉代表、増田貿易、増田製粉所、青島製粉、常磐製粉各取締役などを務めた。住所は東京渋谷町、小石川水道町、横浜老松町、横浜南太田町。神奈川県在籍。

## 家族・親族
増田家
- 養母・タキ（1868年 - ?、増田嘉兵衛の長女[5]、増田増蔵の妹）
- 妻・春（1884年 - ?、神奈川、河野與重の二女）[3][6]
- 男・和一[3][8]（1905年 - ?、1930年に慶應義塾大学経済学部卒業[8]、増田屋会社取締役[8]）
- 娘[3][6]

親戚
- 中村房次郎（松尾鉱業社長）
- 三代八馬兼介（八馬財閥当主、海運業）